# Olympische Sommerspiele 1932/Gewichtheben
Bei den X. Olympischen Sommerspielen 1932 in Los Angeles fanden fünf Wettbewerbe im Gewichtheben statt. Austragungsort war das Grand Olympic Auditorium in Downtown Los Angeles.

## Bilanz

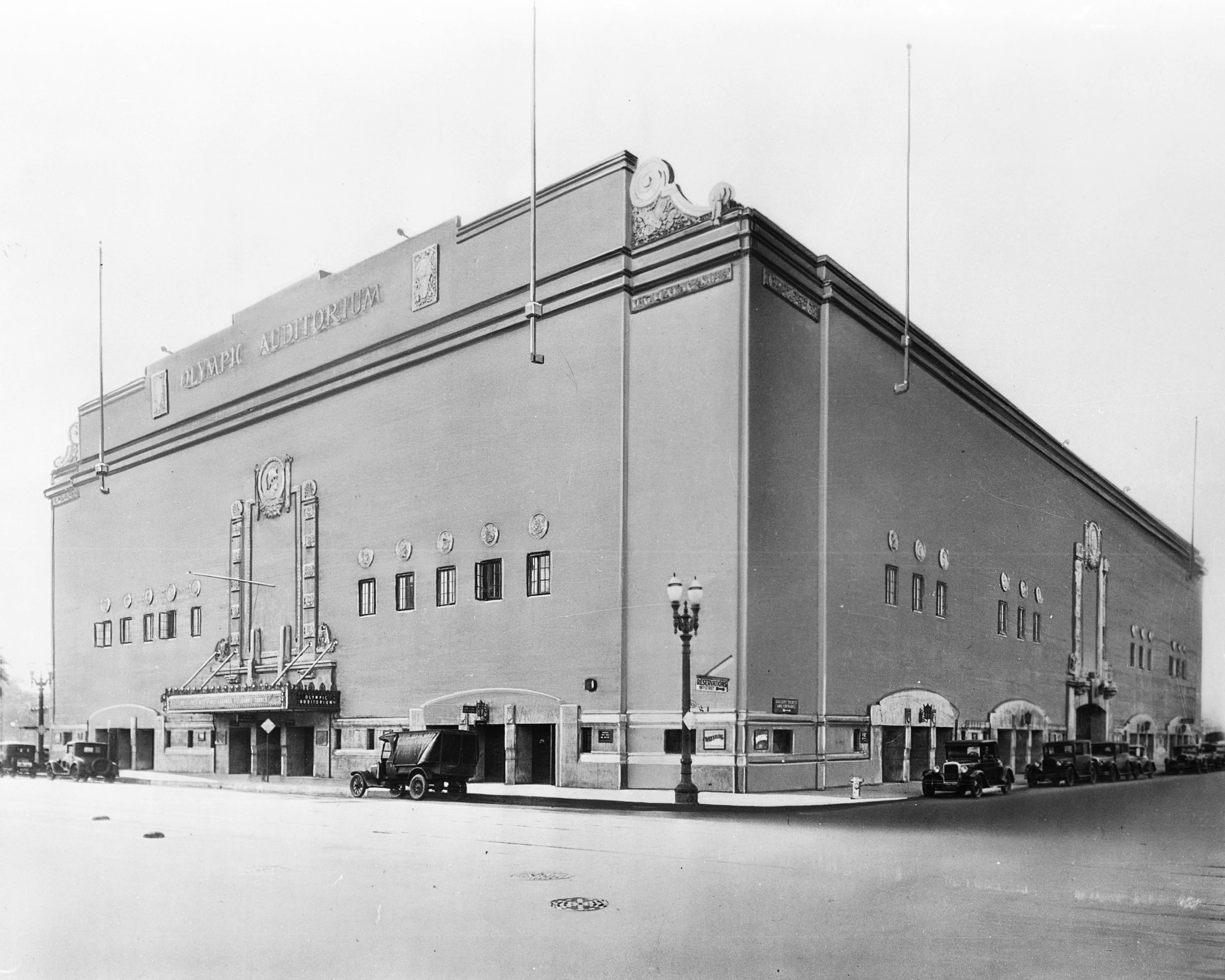
Grand Olympic Auditorium

### Medaillenspiegel
| Platz | Land               | Gold | Silber | Bronze | Gesamt |
| ----- | ------------------ | ---- | ------ | ------ | ------ |
| 1     | Frankreich         | 3    | –      | –      | 3      |
| 2     | Deutsches Reich    | 1    | 1      | 1      | 3      |
| 3     | Tschechoslowakei   | 1    | 1      | –      | 2      |
| 4     | Königreich Italien | –    | 1      | 1      | 2      |
| 4     | Österreich         | –    | 1      | 1      | 2      |
| 6     | Dänemark           | –    | 1      | –      | 1      |
| 7     | Vereinigte Staaten | –    | –      | 2      | 2      |

### Medaillengewinner
| Konkurrenz          | Gold            | Silber           | Bronze            |
| ------------------- | --------------- | ---------------- | ----------------- |
| Federgewicht        | Raymond Suvigny | Hans Wölpert     | Anthony Terlazzo  |
| Leichtgewicht       | René Duverger   | Hans Haas        | Gastone Pierini   |
| Mittelgewicht       | Rudolf Ismayr   | Carlo Galimberti | Karl Hipfinger    |
| Leichtschwergewicht | Louis Hostin    | Svend Olsen      | Henry Duey        |
| Schwergewicht       | Jaroslav Skobla | Václav Pšenička  | Josef Straßberger |

## Ergebnisse

### Federgewicht (bis 60 kg)
| Platz | Land | Sportler         | Gewicht (kg) |
| ----- | ---- | ---------------- | ------------ |
| 1     | FRA  | Raymond Suvigny  | 287,5        |
| 2     | GER  | Hans Wölpert     | 282,5        |
| 3     | USA  | Anthony Terlazzo | 280,0        |
| 4     | GER  | Helmut Schäfer   | 267,5        |
| 5     | ITA  | Attilio Bescapè  | 262,5        |
| 6     | USA  | Richard Bachtell | 252,5        |

Datum: 31. Juli 1932 

6 Teilnehmer aus 3 Ländern

### Leichtgewicht (bis 67,5 kg)
| Platz | Land | Sportler        | Gewicht (kg) |
| ----- | ---- | --------------- | ------------ |
| 1     | FRA  | René Duverger   | 325,0        |
| 2     | AUT  | Hans Haas       | 307,5        |
| 3     | ITA  | Gastone Pierini | 302,5        |
| 4     | ITA  | Pierino Gabetti | 300,0        |
| 5     | USA  | Arnie Sundberg  | 285,0        |
| 6     | USA  | Walter Zagurski | 285,0        |

Datum: 30. Juli 1932 

6 Teilnehmer aus 4 Ländern

### Mittelgewicht (bis 75 kg)
| Platz | Land | Sportler           | Gewicht (kg) |
| ----- | ---- | ------------------ | ------------ |
| 1     | GER  | Rudolf Ismayr      | 345,0        |
| 2     | ITA  | Carlo Galimberti   | 340,0        |
| 3     | AUT  | Karl Hipfinger     | 337,5        |
| 4     | FRA  | Roger François     | 335,0        |
| 5     | USA  | Stanley Kratkowski | 335,0        |
| 6     | ARG  | Julio Juaneda      | 285,0        |
| 7     | USA  | Sam Termine        | 192,5        |

Datum: 31. Juli 1932 

7 Teilnehmer aus 6 Ländern

### Halbschwergewicht (bis 82,5 kg)
| Platz | Land | Sportler     | Gewicht (kg) |
| ----- | ---- | ------------ | ------------ |
| 1     | FRA  | Louis Hostin | 365,0        |
| 2     | DEN  | Svend Olsen  | 360,0        |
| 3     | USA  | Henry Duey   | 330,0        |
| 4     | USA  | Bill Good    | 322,5        |

Datum: 30. Juli 1932 

4 Teilnehmer aus 3 Ländern

### Schwergewicht (über 82,5 kg)
| Platz | Land | Sportler          | Gewicht (kg) |
| ----- | ---- | ----------------- | ------------ |
| 1     | TCH  | Jaroslav Skobla   | 380,0        |
| 2     | TCH  | Václav Pšenička   | 377,5        |
| 3     | GER  | Josef Straßberger | 377,5        |
| 4     | FRA  | Marcel Dumoulin   | 342,5        |
| 5     | USA  | Albert Manger     | 315,0        |
| 6     | USA  | Howard Turbyfill  | 305,0        |

Datum: 31. Juli 1932 

6 Teilnehmer aus 4 Ländern